# Ищейка (телесериал, Россия)
«Ище́йка» — российский остросюжетный детективный телесериал, адаптация одноимённого американского телесериала с 1 по 6 сезоны, оригинальный российский детектив — с 7 сезона. Транслируется на «Первом канале» с 16 мая 2016 года.

## История
Премьера первого сезона многосерийного фильма состоялась на «Первом канале» 16 мая 2016 года, второго сезона — 16 апреля 2018 года, третьего сезона — 3 сентября 2018 года. Все три первых сезона снял режиссёр Дмитрий Брусникин, третий из которых стал его последней режиссёрской работой.
14 февраля 2019 года на Российском инвестиционном форуме в Сочи было официально объявлено о ближайшей перспективе начала съёмок 4-го и 5-го сезонов в Краснодарском крае. Съёмки 4-го сезона начались в июне 2019 года, 5-го сезона — в декабре 2019 года. Режиссёром новых серий стал Андрей Головков, известный зрителям по телесериалу «Молодёжка».
Премьера четвертого сезона состоялась 6 апреля 2020 года на «Первом канале».
Премьерный показ пятого сезона проходил на «Первом канале» с 18 января по 4 февраля 2021 года.
Съёмки шестого сезона проходили с октября 2020 по май 2021 года. Премьерный показ шестого сезона проходил на «Первом канале» с 10 по 27 января 2022 года.
Седьмой сезон сериала снимался с августа по декабрь 2022 года. Премьерный показ первой половины седьмого сезона проходил на «Первом канале» с 11 по 21 декабря 2023 года, премьерный показ второй половины седьмого сезона проходил с 13 по 23 мая 2024 года.
С мая по август 2024 года проходили съёмки восьмого сезона. Премьера состоялась 14 апреля 2025 года на «Первом канале».

## Сюжет

### Сезон 1
Столичного следователя, подполковника полиции Александру Ивановну Кушнир, переводят из Москвы на новое место работы в небольшой причерноморский город Дивноморск на должность начальника уголовного розыска.
Новым непосредственным руководителем Александры становится её однокурсник и бывший возлюбленный, полковник полиции Павел Андреевич Мишин, для которого её назначение является большой неожиданностью.
Сотрудники нового отдела Кушнир принимают её появление «в штыки» и называют её «Ищейкой» за то, что она обладает нестандартным логическим мышлением, благодаря чему её методы расследования приносят отделу необходимые результаты. Признаний у подозреваемых Александра Ивановна добивается довольно необычными методами, как бы с лёгкостью, играючи, порой перевоплощаясь в других людей и тем самым добывая нужную информацию, что позволяет ей быстро и успешно раскрывать сложные и запутанные преступления.

### Сезон 2
Ограбление инкассаторов, убийство наркокурьера при загадочных обстоятельствах, труп, закопанный на стройплощадке более 20 лет назад, подброшенное в гроб тело — лишь некоторые из дел, которые предстоит расследовать Александре Кушнир в новых сериях. Следователь стала более жёсткой и непримиримой, но по-прежнему искренне переживает за людей, чьи дела расследует.
Личная жизнь Александры Кушнир не менее захватывающая, чем преступления, которые ей предстоит расследовать. В первом сезоне героиня так и не решила, кому на самом деле принадлежит её сердце, и в новых сериях решила с головой броситься в работу, чтобы забыть о любовных неудачах. Однако именно в этот момент на горизонте появляется загадочный мужчина, который в одночасье сводит с ума опытного следователя.

### Сезон 3
Жизнь подполковника Александры Кушнир в Геленджике постепенно возвращается в привычное русло. Кажется, героиня научилась выпутываться из самых сложных ситуаций, и её уже ничем не удивить, но внезапно всего лишь один визит к врачу переворачивает всё с ног на голову. Расследования, быт героини, её отношения с близкими — ничто уже не будет прежним...

### Сезон 4
Проходит более двух лет с того момента, как подполковник Александра Кушнир отошла от дел и с головой погрузилась в семейный быт. Теперь Александра – счастливая мать маленького Миши и жена Бориса. И всё же, до безумия любя семью, Александра всё чаще не находит себе места без работы.

### Сезон 5
В спокойную и размеренную семейную жизнь главной героини врывается её бывшая однокурсница Светлана, успешный бизнес-коуч, идеальная мать и жена. Александра начинает задумываться — а всё ли в её жизни правильно, как найти баланс между работой и личной жизнью, на своём ли месте она в отделе. Александра садится на диету, начинает заниматься спортом и йогой, но её всё равно гложут сомнения. И конечно, добавляются очередные проблемы на работе — в отдел приезжает проверка из Москвы под руководством человека, у которого с Александрой старые счёты.
В семейной жизни тоже неспокойно. Борис продолжает ревновать к Иноземцеву, уверенный, что Саша его не забыла. И подозрения Бориса, похоже, не безосновательны. А тут ещё мама, Маргарита Яковлевна, начинает вести себя так, словно у неё появился таинственный поклонник. И всё это прямо накануне Нового года! В общем, покой Александре только снится, но подполковник Кушнир продолжает самоотверженно бороться за спокойную жизнь любимого Геленджика и блестяще распутывает самые сложные преступления. Ищейка всегда знает, кто настоящий убийца.

### Сезон 6
В жизни полковника Кушнир всё хорошо. Она талантливо расследует самые сложные дела вместе со своей профессиональной командой, а семейная жизнь радует гармонией и планированием второго ребёнка, однако неожиданная проблема с мужем рушит все надежды, снова открывает, казалось бы, уже навсегда закрытые двери и ставит Александру перед непростым выбором, но именно благодаря этим трудностям она определяет, что же по-настоящему ценно и дорого в её жизни. Александра принимает важное для себя решение и с головой уходит в работу, ведь там она всегда знает, что делать.

### Сезон 7
Александра Ивановна Кушнир в своём репертуаре, но в другой обстановке. Семейная жизнь осталась в прошлом, она работает обычным опером в отделе расследований горного курорта Роза Хутор. Новые коллеги считают Сашу заносчивой всезнайкой, которая съедает весь сладкий запас отдела.

### Сезон 8
Кушнир чудом избежала смерти и теперь твёрдо намерена не только работать, но и жить, полноценно наслаждаясь каждой минутой настоящего. Она счастлива и строит планы на будущее, однако неожиданно скелеты в шкафу рушат эти планы. Тайна из прошлой московской жизни Кушнир грозит разрушить её налаженную жизнь. Эта тайна, как снежный ком, настигает её, вовлекая в эту лавину всех близких. Кушнир вынуждена обратиться за помощью к человеку, которого она давно вычеркнула из своей жизни.

## Персонажи
| Роль                   | Исполняет              | Сезоны             | Сезоны             | Сезоны             | Сезоны             | Сезоны             | Сезоны             | Сезоны             | Сезоны             |
| Роль                   | Исполняет              | 1                  | 2                  | 3                  | 4                  | 5                  | 6                  | 7                  | 8                  |
| ---------------------- | ---------------------- | ------------------ | ------------------ | ------------------ | ------------------ | ------------------ | ------------------ | ------------------ | ------------------ |
| Александра Кушнир      | Анна Банщикова         | Главная роль       | Главная роль       | Главная роль       | Главная роль       | Главная роль       | Главная роль       | Главная роль       | Главная роль       |
| Борис Ненашев          | Александр Макогон      | Главная роль       | Главная роль       | Главная роль       | Главная роль       | Главная роль       | Главная роль       | Главная роль       | Главная роль       |
| Валентин Широков       | Влад Павлов            | Главная роль       | Главная роль       | Главная роль       | Главная роль       | Главная роль       |                    |                    |                    |
| Александр Абашев       | Эдуард Чекмазов        | Главная роль       | Главная роль       | Главная роль       | Главная роль       | Главная роль       | Главная роль       | Главная роль       | Главная роль       |
| Игорь Бирюков          | Владимир Николенко     | Главная роль       | Главная роль       | Главная роль       | Главная роль       | Главная роль       | Главная роль       | Главная роль       | Главная роль       |
| Марат Хайдаров         | Денис Бургазлиев       | Главная роль       | Главная роль       | Главная роль       | Главная роль       | Главная роль       | Главная роль       | Главная роль       | Главная роль       |
| Павел Мишин            | Андрей Казаков         | Главная роль       | Главная роль       |                    |                    |                    |                    |                    |                    |
| Дмитрий Юрков          | Дмитрий Куличков       | Главная роль       |                    |                    |                    | В некоторых сериях | Главная роль       |                    |                    |
| Олег Жирков            | Анатолий Гущин         |                    | Главная роль       | Главная роль       | Главная роль       | Главная роль       | Главная роль       | Главная роль       | Главная роль       |
| Пётр Иноземцев         | Дмитрий Миллер         |                    | Главная роль       |                    | Главная роль       | Главная роль       | Главная роль       | Главная роль       | Главная роль       |
| Евгения Смолич         | Ольга Литвинова        |                    |                    | Главная роль       |                    |                    |                    |                    |                    |
| Эдуард Беленький       | Анатолий Кот           |                    |                    |                    | Главная роль       | Главная роль       | Главная роль       |                    |                    |
| Маргарита Кушнир       | Ирина Пулина           | В некоторых сериях | В некоторых сериях | В некоторых сериях | В некоторых сериях | Главная роль       | Главная роль       | Главная роль       | Главная роль       |
| Андрей Золотов         | Юрий Грубник           |                    | В некоторых сериях | В некоторых сериях |                    |                    |                    |                    |                    |
| Нина Вербер            | Дарья Антонюк          |                    |                    | В некоторых сериях |                    |                    |                    |                    |                    |
| Елена Мелешко          | Анастасия Великородная |                    |                    | Главная роль       | Главная роль       | Главная роль       | Главная роль       | Главная роль       | Главная роль       |
| Эвелина Ненашева       | Нелли Неведина         |                    |                    |                    | В некоторых сериях |                    |                    |                    |                    |
| Пётр Ненашев           | Александр Воеводин     |                    |                    |                    | В некоторых сериях | В некоторых сериях |                    |                    |                    |
| Сергей Аркадьевич      | Геннадий Ёлкин         | В некоторых сериях |                    |                    | В некоторых сериях | В некоторых сериях | В некоторых сериях | В некоторых сериях | В некоторых сериях |
| Юрий Зрянов            | Борис Невзоров         |                    |                    |                    |                    | В некоторых сериях | В некоторых сериях |                    |                    |
| Леонид Сашин           | Василий Буткевич       |                    |                    |                    |                    |                    | Главная роль       |                    |                    |
| Софья                  | Серафима Низовская     |                    |                    |                    |                    |                    | Главная роль       | Главная роль       | Главная роль       |
| Миша Ненашев/Иноземцев | Мария Банщикова        |                    |                    |                    |                    |                    | Главная роль       | Главная роль       | Главная роль       |
| Аркадий Ольховский     | Максим Лагашкин        |                    |                    |                    |                    |                    | Главная роль       | Главная роль       | Главная роль       |

## Список эпизодов
| Сезоны | Сезоны | Серии | Премьера сезона | Финал сезона     |
| ------ | ------ | ----- | --------------- | ---------------- |
|        | 1      | 16    | 16 мая 2016     | 26 мая 2016      |
|        | 2      | 16    | 16 апреля 2018  | 26 апреля 2018   |
|        | 3      | 16    | 3 сентября 2018 | 27 сентября 2018 |
|        | 4      | 16    | 6 апреля 2020   | 23 апреля 2020   |
|        | 5      | 16    | 18 января 2021  | 4 февраля 2021   |
|        | 6      | 16    | 10 января 2022  | 27 января 2022   |
|        | 7      | 16    | 11 декабря 2023 | 23 мая 2024      |
|        | 8      | 16    | 14 апреля 2025  | TBA              |

### Сезон 1
| № серии | Премьера   | Описание серии |
| ------- | ---------- | --- |
| 1       | 16.05.2016 | На должность начальника Уголовного розыска небольшого городка на берегу Черного моря переведена из Москвы Александра Кушнир. Сотрудники Управления не рады новому начальству, тем более, женщине. Александра сразу погружается в работу. В элитной квартире обнаружено тело девушки. Личность жертвы не установлена, а хозяин квартиры – компьютерный гений - в бегах... |
| 2       | 16.05.2016 | Убита девушка по вызову. Кушнир выясняет, что год назад аналогичным образом была убита еще одна жрица любви. Тем временем коллеги только и ждут, что Александра где-то ошибется. Полковник Мишин, бывший возлюбленный Александры, пытается помешать расследованию, а единственный друг Кушнир - сотрудник ФСБ, Борис, от которого она ждет помощи, подводит. |
| 3       | 17.05.2016 | В своем доме найдена мертвой известная певица, актриса и фотомодель Вера Брезглова. Судмедэксперт утверждает, что смерть наступила в результате аллергического шока. Александра выясняет, что муж Веры Сергей постоянно изменял ей. Чтобы найти убийцу, Александра решает погрузиться в мир шоу-бизнеса и кардинально меняет имидж. Вскоре она понимает, что не стоит забывать и о личной жизни. |
| 4       | 18.05.2016 | Убиты трое молодых мужчин. Все они - члены организованной преступной группировки. Версия о криминальных разборках не находит подтверждения. Эксперты приходят к выводу, что стрелял профессиональный снайпер. В поле зрения Александры попадает бывший инструктор по стрельбе, полковник Соколов. Он предлагает помощь в поимке убийцы, так как прекрасно знает почерк киллера. Но у Соколова есть одно серьезное условие. Борис не оставляет попыток стать для Александры больше, чем другом. |
| 5       | 18.05.2016 | В частной клинике для наркозависимых детей из богатых семей найдено тело психолога. Выясняется, что убитый лечил подростков с помощью экспериментального антидепрессанта. В начале расследования все факты указывают на то, что причина убийства - месть за неудавшееся лечение. Пока Александра упорно пытается докопаться до истины, сотрудники ее отдела, мечтающие избавиться от дотошной начальницы, находят историю, ставящую под сомнение ее профпригодность. |
| 6       | 19.05.2016 | Убита и изнасилована Клара Удальцова, мать которой - местный депутат. От молодого человека Клары следствие узнает, что у девушки были садистские наклонности, она даже размещала в интернете объявления на соответствующих сайтах знакомств. Мать убитой уверена, что ее Клара не могла быть замешена в подобных развлечениях, однако факты указывают на обратное. |
| 7       | 20.05.2016 | Ночью, в городском парке убит судья. Припаркованная машина убитого исчезает вместе с сыном жертвы - подростком, страдающий аутизмом. Вскоре автомобиль находят, а в багажнике - связанного мальчика, постоянно повторяющего один и тот же набор цифр. Кушнир уверена, что цифры — это ключ к разгадке преступления. Еще Александра пытается разобраться в своей личной жизни... |
| 8       | 20.05.2016 | Город потрясает серия дерзких ограблений. Неизвестный подкарауливает женщин у ночных клубов и, оглушив бейсбольной битой, забирает деньги и ценные вещи. Очередное нападение оборачивается трагедией. Убитой оказывается успешная женщина-фотограф Ирэна Крестовская. Дело берет под контроль сам мэр города. Не доверяя профессиональным способностям Кушнир, он требует ее отстранения и передачи расследования сотруднику отдела Юркову, у которого с Александрой свои счеты... |
| 9       | 23.05.2016 | К берегу прибивает тело молодой девушки. Вскоре удается установить ее личность: Ермолаева Тамара, работала прислугой в семье Дужниковых. Довольно быстро появляется подозреваемый, вышедший по УДО, - Иван Куприн. Но при задержании он кончает жизнь самоубийством. Коллеги и начальство Кушнир склонны расценивать этот шаг как признание Куприным вины, и готовятся закрыть дело. Но Александра не привыкла так быстро делать выводы. Ее мучает вопрос: каким образом рюкзак, бывший на жертве в момент убийства, оказался в чулане дома Дужниковых? |
| 10      | 23.05.2016 | Управляющего усадьбой семьи Володарских обнаруживают повешенным в день его рождения. Адвокат Володарских заявляет, что погибший являлся основным подозреваемым в убийстве жены Володарского, которое произошло недавно. Но Кушнир совсем не уверена, что пожилой мужчина сам надел на шею петлю, так как очевидного мотива для совершения преступления у него не было. Логичней считать, что это дело рук отпрысков Володарского, ведь именно они являются прямыми наследниками в случае смерти родителей. Кушнир любит сложные загадки. Но новые неприятные повороты в личной жизни сильно мешают сконцентрироваться на расследовании...                                     |
| 11      | 24.05.2016 | Убита директор ресторана - Ирина Антонова. Следствие выясняет, что своих карьерных целей погибшая добивалась самым простым путем – через постель. Поэтому подозреваемых в убийстве сразу трое: муж и два любовника. У каждого из них есть мотив, но самое удивительное, что все трое - обладатели потенциального орудия преступления. Ирина была убита редким поварским ножом, сделанным на заказ в Японии. Версия - убийство из ревности. Но Кушнир узнает, что именно в день гибели Антоновой, ей должны были передать крупную сумму денег. Окунувшись с головой в расследование, Кушнир напрочь забывает о своем Дне рождения...                                           |
| 12      | 24.05.2016 | На столе прозекторской - труп Светланы Кислициной, умершей от передозировки наркотиков. Хайдаров, Мишин, Юрков озадачены и напуганы одновременно, потому что за убийство Светланы уже три года сидит Андрей Кролл, известный в округе маньяк. Значит три года назад была допущена серьезная ошибка, и теперь за нее придется отвечать всем отделом. Несмотря на сопротивление коллег и начальства Кушнир начинает расследование... |
| 13      | 25.05.2016 | Убит сотрудник полиции майор Тимур Мартынов. Выясняется, что в злополучный день Мартынов шел на встречу с информатором. Но вместо информатора столкнулся с наркобароном Баракиным. Завязалась перестрелка, в результате которой оба погибли. Получается, что кто-то устроил западню. Кушнир выясняет, что Мартынов поехал на встречу вместо своего напарника Хабаравцева, изменившего планы из-за болезни сына. Кушнир начинает кропотливо собирать психологический портрет Мартынова... |
| 14      | 25.05.2016 | Во время суда над участниками ОПГ от сердечного приступа умирает присяжная – Ольга Иванова. На первый взгляд, ничего странного, у Ольги были проблемы с сердечно-сосудистой системой. Но Кушнир привыкла проверять любые, даже самые очевидные, версии. Согласно показаниям экспертизы доза принятых Ольгой лекарств была в шестнадцать раз больше допустимой. Что же это, убийство или самоубийство? Муж у Ольги - врач, отношения между ними были сложные... Всплывает еще одна важная подробность – всем присяжным угрожали расправой. Что, если смерть Ольги лишь первая в цепи? Сосредоточиться на расследовании Александре мешает неожиданно приехавшая погостить мать. |
| 15      | 26.05.2016 | В центре города, средь белого дня неизвестный расстреливает джип. Водитель - парень 18-ти лет, погибает на месте. Девушку-пассажира в тяжелом состоянии доставляют в реанимацию. Преступнику удается скрыться незамеченным. Кому могла понадобиться смерть этих подростков? Возможно, убить хотели владельца джипа – отца погибшего юноши, Олега Тимошенко. Но эта версия рассыпается, и тогда Александра приходит к неожиданному и очень странному выводу – дело не в пассажирах, а в машине. Между тем, два заброшенных Александрой любимых человека: мама и Борис, проводят время в компании друг друга...                                                                 |
| 16      | 26.05.2016 | Ночью жители поселка вызывают полицию. Из дома соседа, известного писателя Пилонова звучит оглушительная музыка. Приехавшие стражи порядка находят хозяина утонувшим в собственном бассейне. Кушнир уверена: смерть писателя была насильственной. Убитый славился взрывным характером и часто впадал в неконтролируемую агрессию. К тому же регулярно избивал жену, родители которой его ненавидели. Склонность Пилонова решать проблемы с помощью кулаков распространялась и на других. Значит людей, желавших его смерти, оказалось много... |

### Сезон 2
| № серии | Премьера   | Описание серии |
| ------- | ---------- | --- |
| 1 (17)  | 16.04.2018 | В своем доме убиты муж и жена. Подполковник полиции Александра Ивановна Кушнир включается в расследование этого запутанного дела, но вокруг царит полная неразбериха: Борис исчез, ее кошка потерялась при переезде, а новое здание отдела, кажется, разваливается на части. Ворох неурядиц в жизни Александры грозит окончательно выйти из-под контроля… |
| 2 (18)  | 16.04.2018 | При ограблении фургона гибнут два инкассатора. Кушнир начинает расследование, параллельно пытаясь отыскать Бориса. А на горизонте уже маячит новая таинственная фигура, с которой Александру, кажется, сталкивает сама судьба. |
| 3 (19)  | 17.04.2018 | Найден труп молодой женщины, которая была перевозчицей наркотиков. Странные обстоятельства, при которых обнаружено тело, грозят обернуться большими неприятностями для всего отдела. В то же время новый мужчина в жизни Александры всё активнее пытается завоевать её внимание. |
| 4 (20)  | 17.04.2018 | На строительной площадке дома найден труп, который закопали более двадцати лет назад. Дело оказывается намного сложнее и глубже, чем кажется на первый взгляд. Тем временем Александра обнаруживает у себя дома неожиданный и приятный подарок. |
| 5 (21)  | 18.04.2018 | В джакузи в собственном доме убит частный детектив. Всё выглядит как несчастный случай, но Александру такая версия не устраивает. В самый разгар расследования Кушнир узнаёт новую правду о Борисе, которая окончательно выбивает её из колеи. |
| 6 (22)  | 18.04.2018 | Во время похорон Егорыча, приятеля старшего следователя Жиркова, обнаруживается, что в гроб к покойному кто-то подложил убитую женщину. Кушнир берётся за дело. У нее назревают перемены и на личном фронте. Но к ужасу Александры в ситуацию грозит вмешаться мама... |
| 7 (23)  | 19.04.2018 | У своего дома зарезан парень, который должен был давать важные показания в суде. Его смерть явно выгодна подсудимому, но Александре очень сложно сосредоточиться на этом деле. Таинственный мужчина, ворвавшийся в её жизнь, добился своего: она окончательно потеряла голову... |
| 8 (24)  | 19.04.2018 | Убит фотограф, преследовавший поп-звезду. Александре предстоит потрудиться, чтобы отыскать убийцу. Тем временем на горизонте появляется тот, кого она уже совсем не ожидает увидеть… |
| 9 (25)  | 23.04.2018 | Отдел проводит операцию по задержанию женщины, заказавшей убийство своего богатого мужа. Кажется, всё идёт по плану, и тут происходит непредвиденное. Подозреваемая не просто обводит подчинённых Александры вокруг пальца, но и подстраивает пропажу всех вещдоков вместе с машиной одного из оперативников. Вину за неудачу начальство возлагает на Хайдарова - единственного и незаменимого эксперта-криминалиста отдела, которого Александре приходится спасать от увольнения. Новый мужчина Александры предлагает навсегда изменить её жизнь…                                                                                                |
| 10 (26) | 23.04.2018 | На террасе собственного дома обнаружен астроном-любитель, застреленный из винтовки с дальнего расстояния. В его спальне полицейские находят женщину, которая до смерти напугана и просит ничего не говорить её супругу. Вскоре выясняется, что обманутый муж когда-то служил в разведке и даже имеет снайперские навыки. Но алиби мужчины подтверждается, и следствие заходит в тупик… В разгар расследования Александра, наконец, встречает Бориса, и теперь им предстоит очень серьёзный разговор. |
| 11 (27) | 24.04.2018 | Женщина обвиняет врача в профессиональной ошибке, которая стоила жизни её единственному сыну. Поначалу всё выглядит так, будто обезумевшей от горя матери хочется возложить на кого-нибудь вину за трагическую случайность. Но вскоре Александра понимает, что персонал и руководство клиники действительно стараются что-то скрыть. Кушнир намерена любыми путями установить истину. Но полностью сосредоточиться на деле ей не даёт необходимость сделать окончательный выбор между двумя влюблёнными в неё мужчинами. |
| 12 (28) | 24.04.2018 | Пропадает девушка-аутист. Окружающий мир полон опасностей и представляет для неё постоянную угрозу. Оперативники бросают все силы на поиски, но дело усложняется ещё больше, когда Александра узнаёт, что девушка не просто пропала: её похитили… |
| 13 (29) | 25.04.2018 | Оперативники задерживают цыганку. Среди украденных ею вещей оказывается сотовый телефон с сообщением о том, что произошло заказное убийство. На записи жертва преступления. Оказывается, мужчина предвидел собственную гибель и за несколько дней до случившегося прямо указал на убийц. Оперативники выясняют, что человека с этого видео действительно нет в живых, но его смерть квалифицирована как несчастный случай. Александра с большим трудом добивается открытия уголовного дела, но очень скоро понимает, что те, на кого указал погибший, к его смерти не причастны. Тем временем Борис начинает слежку за новым ухажёром Александры. |
| 14 (30) | 25.04.2018 | Пожилой мужчина сдаётся полиции и заявляет, что убил как минимум четырёх человек. Его речь и поведение наводят оперативников на мысль, что старик не совершал никаких преступлений, а просто выжил из ума. Но Александра всё-таки решает проверить его слова – и убеждается, что этот человек не так уж и безумен. В доме престарелых, где он живет, действительно произошла серия загадочных смертей пациентов. Но кто и зачем расправился с беззащитными стариками? Дело оказывается непростым, но ещё сложнее Александре примириться с шокирующей правдой, которую она узнаёт о своём любимом мужчине.                                         |
| 15 (31) | 26.04.2018 | На пляже найден труп девушки. На её теле выжжен номер "II". Александра предполагает, что в городе объявился серийный маньяк, которые метит своих жертв римскими цифрами, а значит могут произойти новые убийства. Но для того, чтобы подтвердить эту версию, нужно найти первый труп, о котором ничего не известно… В ходе расследования Александре придётся предотвратить целую цепь смертей, но главное - принять, возможно, самое важное решение в своей жизни. На этот раз на кону её любовь и жизнь самого дорогого ей человека. |
| 16 (32) | 26.04.2018 | Александра сопровождает журналиста, снимающего сюжет про полицию. На железнодорожном переезде на их машину совершается нападение, которое приводит к ужасающим последствиям. Тем временем приказ об увольнении одного из подчинённых Александры уже подписан. Так или иначе, для кого-то из команды это дело может стать последним… |

### Сезон 3
| № серии | Премьера   | Описание серии |
| ------- | ---------- | --- |
| 1 (33)  | 03.09.2018 | Местные жители обнаруживают на берегу моря залитое кровью такси. Похоже, здесь произошло убийство, но куда в таком случае исчезли водитель и пассажиры!? Александра с коллегами выясняет, что в машине ехал строительный магнат Мирошниченков, и его смерть могла быть выгодна многим. Однако самое поразительное открытие ждет сыщиков впереди: кровь в машине принадлежат вовсе не Мирошниченкову, а пропавшему таксисту Сахарову. Тем временем в отделе происходит существенная кадровая перестановка... |
| 2 (34)  | 04.09.2018 | В собственном доме убита судья Николаенко. Александра узнает, что Николаенко долгие годы выносила решения для комиссии по УДО — следовательно, за ее смертью может стоять кто-то из затаивших злобу заключенных. Однако способ убийства судьи подсказывает Александре, что это не просто месть — она прослеживает связь с аналогичным преступлением… |
| 3 (35)  | 05.09.2018 | На парковке застрелен ведущий интернет-шоу об искусстве пикапа Анзор Лаута. Жирков и Бирюков первыми оказываются на месте преступления, где сталкиваются с незнакомым оперативником, представившимся майором Аркадием Кошко из московского УГРО. Кошко проводит осмотр места преступления, собирает вещдоки и уезжает. Однако в отделе выясняется, что майор — самозванец... |
| 4 (36)  | 06.09.2018 | Поздно вечером некто расстреливает уличного торговца цветами. Абашев, оказавшийся поблизости, пытается задержать убийцу. В Абашева палят из темноты, он стреляет в ответ и ранит молодого парня, у которого не оказывается при себе пистолета, так же как и гильз на месте преступления. Абашева отстраняют от работы и хотят взять под арест. Теперь для Александры это не просто очередное дело: на кону честное имя и карьера ее коллеги и друга… |
| 5 (37)  | 10.09.2018 | За городом, на проселочной дороге, находят истерзанное тело мужчины по фамилии Гейко. Выясняется, что много лет назад Гейко сам подозревался в тяжких преступлениях, но тогда дело было закрыто в связи с недостаточностью доказательств. Неподалеку от тела Гейко оперативники обнаруживают тела двух пропавших девушек, которых он пятнадцать лет назад лишил жизни. Очевидно, некто решил таким образом восстановить справедливость. Но кто этот мститель и почему он решил действовать спустя столько лет!?                                                                                                  |
| 6 (38)  | 11.09.2018 | Во время ограбления аптеки убит провизор. Под подозрением — банда байкеров, на счету которой уже третий аналогичный налет. Угрожая оружием, мотоциклисты в шлемах забирают выручку и наркотические вещества. Загвоздка лишь в том, что прежде они никогда никого не убивали. Александра приходит к выводу, что налетчики лишь маскировалась под байкеров, и искать преступников следует среди тех, кому была выгодна смерть провизора. |
| 7 (39)  | 12.09.2018 | На адрес отдела полиции доставляют большой морозильный ларь, обмотанный скотчем, отправителем которого значится гаражный кооператив «Стрела». В холодильнике — тело. Жертвой оказывается владелец гаража Антон Бойко. Александра выясняет, что смерть Бойко наступила около года назад, но никто из близких даже не пытался разыскать мужчину. Все они попадают под подозрение. |
| 8 (40)  | 13.09.2018 | Ограблен банк, однако далеко уйти налетчикам не удается: совместные силы ФСБ и полиции блокируют их в маленьком магазинчике. В результате штурма преступники погибают. Теперь необходимо найти остальных членов банды, и приоритет в этом деле у ФСБ: они давно разрабатывают группировку, на счету которой несколько ограблений в разных городах. Однако Александра сомневается, что это те же самые бандиты — слишком легко они попались в ловушку. Она вступает в открытый конфликт с Борисом, отношения с которым и так напряжены до предела.                                                                |
| 9 (41)  | 17.09.2018 | Александру вызывают в тюрьму: заключенный Щербаков намеревается сообщить о готовящемся заказном убийстве в обмен на перевод на другую зону. Некто просит Щербакова передать на волю записку с фамилией — Любанин. Следствие выясняет, что Любанин владелец разорившегося банка, отмывавшего деньги для местного наркобарона Телепнева, находящегося в заключении. К делу подключается Борис: Любанин продолжительное время находится под охраной ФСБ, однако до сих пор так и не заговорил. Саша берется разговорить банкира...                                                                                  |
| 10 (42) | 18.09.2018 | На Жиркова совершено нападение, он — в больнице. Александра предполагает, что у нападавшего личные счеты с подполковником, возможно, Жирков его когда-то отправил за решетку. Однако выясняется, что их с Жирковым ничего не связывало, а вскоре преступника находят мертвым: он разбился в автокатастрофе. Это значит, что за всем случившимся стоит кто-то еще. Чтобы выйти на заказчика, Александра решается на рискованный шаг — объявить Жиркова погибшим. |
| 11 (43) | 19.09.2018 | В закрытом гараже обнаруживают тело Анны Репринцевой, отравившейся угарным газом. Гараж заперт снаружи, и версия самоубийства вызывает сильные сомнения. Женщина принимала наркотики и вела беспорядочный образ жизни. Александра подозревает, что Анну мог убить ее двоюрдный брат, который стал опекуном погибшей после ее выписки из наркологической клиники. Но вскоре следствие устанавливает, что и бывший муж Репринцевой мог желать ей смерти... |
| 12 (44) | 20.09.2018 | У себя в квартире найдена мертвой ведущая популярного кулинарного блога — Алиса Стаховская. Подозрение падает на ее бывшего мужа, известного своими перепадами настроения и суровым нравом. Но Александра предполагает, что в деле не все так просто. И, действительно, вскоре оперативники узнают, что как раз в день своей гибели Алиса встречалась с неким таинственным мужчиной, с которым познакомилась в Интернете. |
| 13 (45) | 24.09.2018 | На парковке возле торгового центра неизвестные открывают стрельбу, в результате которой один парень, Сергей Козенко, оказывается убит, а второй, Андрей Фролов, серьезно ранен. У Козенко в рюкзаке — травка на продажу, у Фролова — ничего. Александра подозревает, что Сергей был драгдилером, и во время сделки Андрей случайно попал под раздачу. Однако, придя в сознание, Фролов признается, что не собирался ничего покупать: Козенко был его приятелем и иногда давал наркотики бесплатно. Александра понимает, что первоначальная версия несостоятельна, и у нападавших совсем другие мотивы.           |
| 14 (46) | 25.09.2018 | Врач и основатель частной клиники Каптеров задушен в собственном кабинете. Полицейские задерживают молодого парня, больного шизофренией, и его отца. Мужчина практически сразу признается, что Каптерова убил он: лечение, назначенное врачом, не помогло его сыну, а только навредило. Однако Александра по нестыковкам в его рассказе понимает, что он, скорее всего, выгораживает совсем другого человека... |
| 15 (47) | 26.09.2018 | Жирков, Абашев и его бывшая жена становятся свидетелями ограбления ломбарда. Хозяин ломбарда умирает от сердечного приступа, но, так как это произошло во время ограбления, де-юре, это убийство. Напарник хозяина утверждает, что почти все в ломбарде было застраховано, кроме некой вещицы, которую они прятали в сейфе. Но что это за вещь — говорить отказывается. Чтобы выйти на след грабителей, Александре необходимо добыть эту информацию. |
| 16 (48) | 27.09.2018 | В старом курятнике найдена мертвой девушка. На первый взгляд кажется, что она умерла от передозировки наркотиков — на животе следы от уколов, в руке шприц... Однако мать погибшей утверждает, что ее дочь никогда не употребляла запрещенные препараты. Это подтверждает и экспертиза: девушка была больна диабетом, колола инсулин, но наркоманкой не была. Выясняется, что девушка ушла из дома несколько лет назад и с матерью отношения не поддерживала. Кроме того, она работала в эскорте и незадолго до смерти, возможно, встречалась с клиентом. Теперь Александра стопроцентно уверена: девушку убили. |

### Сезон 4
| № серии | Премьера   | Описание серии |
| ------- | ---------- | --- |
| 1 (49)  | 06.04.2020 | Находясь в декретном отпуске, Александра оказывается втянутой в расследование, которое проводят её бывшие подчинённые. Убита известная фитнес-блогер Фиана. Следствие выходит на богатого покровителя девушки - бизнесмена, к которому она тайно переехала. О переезде не знал никто, даже родители жертвы. Но зачем скрывать это ото всех!? Александра с таким рвением хватается за долгожданное дело, что забывает и про день рождения сына, и про то, что у её оперов уже давно другое начальство… |
| 2 (50)  | 07.04.2020 | Уважаемая в городе женщина, Екатерина Башлыкова, сбивает человека на машине, а затем скрывается с места преступления и объявляет авто в угон. Александре очевидно, что в наезде виновата сама Башлыкова, но у неё нет никаких доказательств, к тому же общественность встаёт на защиту подозреваемой. Едва приступив к своим трудовым обязанностям, Александра оказывается в тупике… |
| 3 (51)  | 08.04.2020 | Найден мертвым бизнесмен, который несколько дней числился в розыске. Это отец молодой певицы Аэлиты. Его тело обнаружено в горах, в двадцати километрах от Геленджика. Мужчина сорвался со скалы. Но как он там оказался!? Под подозрение попадает его бывшая жена – накануне исчезновения они встречались, и между ними произошла бурная ссора. Александра выясняет, что конфликт действительно был, но мотива для убийства экс-супруга у женщины не было. Расследованию всячески мешает Миша, которого Александре приходится взять с собой на работу… |
| 4 (52)  | 09.04.2020 | Жирков и Бирюков собираются культурно отдохнуть на пляже, но не тут-то было – давний знакомый Бирюкова подкарауливает их и умоляет взяться за расследование. На пляже обнаружен молодой человек в невменяемом состоянии, его рубашка вся в крови. Выясняется, что накануне происшествия парень сбежал из наркологического диспансера. Жирков и Бирюков надеются по-быстрому отдать дело обратно: трупа-то нет. Однако вскоре поступает информация, что неподалёку, на берегу, найдено тело молодой девушки. Бирюков звонит Кушнир… |
| 5 (53)  | 13.04.2020 | Во время праздничного шоу, посвященного Дню Нептуна, в аквапарке происходит трагедия: погибает артист Дятлов, исполнявший в нем главную роль. Осмотрев оборудование, эксперт приходит к выводу, что оно было испорчено намеренно, и, следовательно, смерть артиста неслучайна. Оперативная бригада вынуждена работать без Кушнир – та проводит выходной день с семьей на морской рыбалке и не может вернуться в город, так как якорь судна застрял в камнях. Александру нужно как можно скорее вернуть в строй, но как это сделать!? |
| 6 (54)  | 13.04.2020 | В автомобильной аварии погибает женщина–ревизор, занимавшаяся проверкой сети отелей. Первоначальная версия следствия - несчастный случай, к которому привели действия погибшей: машина слетела с обрыва на резком повороте, женщина была не пристегнута, к тому же от неё сильно пахло алкоголем. В салоне автомобиля оперативники находят осколки от бутылки со спиртным. Однако дальнейшая экспертиза показывает, что в крови женщины или вовсе не было алкоголя, или его концентрация ничтожно мала. Кушнир осматривает место происшествия и находит отпечатки шин на встречной полосе и следы торможения. Похоже, в этом деле всё далеко не так просто… |
| 7 (55)  | 14.04.2020 | Застрелен сотрудник мастерской наружной рекламы Антон Токарев. Кто-то убрался на месте преступления и забрал с собой орудие убийства. Оперативники извлекают из стены пулю и по базе вычисляют пистолет – это табельное оружие полицейского Владимира Токарева, родного брата убитого. Владимир с тяжёлого похмелья не помнит, что делал накануне, и не знает, где его оружие: в сейфе его нет. Вскоре Александра докапывается до самого вероятного мотива убийства - Антон увёл у брата девушку. И всё же что-то останавливает её от окончательных выводов по делу. В самый разгар расследования в жизнь Александры беспардонно врывается тот, кого она уже не рассчитывала когда-либо увидеть…                                                                                               |
| 8 (56)  | 14.04.2020 | Первокурсница местного университета совершает самоубийство. Выясняется, что она проходит по уголовному делу об изнасиловании, в котором обвинила своего однокурсника, Ляхова. Ляхов – сын одного из работников прокуратуры, и это дело, ввиду его щепетильности, поручают Кушнир. На первый взгляд все просто, но при тщательном осмотре места происшествия следователи обнаруживают отпечаток обуви на подоконнике, который не мог принадлежать погибшей. К тому же экспертиза не может дать однозначного ответа на вопрос, сама девушка полезла в петлю или ей «помогли». Возбуждают дело об убийстве. Кушнир уверена, что единственный заинтересованный в смерти девушки – тот самый Ляхов. Она пытается добыть признание, но наталкивается на резкое противостояние его влиятельного отца… |
| 9 (57)  | 15.04.2020 | На строительной площадке обнаружено тело Полины Егоровой. Погибшая работала в салоне красоты, и Александра первым делом спешит туда. Со временем выясняется, что у жертвы были серьёзные проблемы с мужем: он её бил. К тому же у мужчины находят похищенные драгоценности Полины. Однако он утверждает, что они с супругой давно разошлись, и повода для убийства у него не было. Александра узнает, что погибшая в последнее время, действительно, жила отдельно от мужа, и не одна. Её новые соседи видели, как в вечер убийства какой-то мужчина грубо выволакивал женщину из квартиры. Но если это не муж Полины, то кто!? |
| 10 (58) | 15.04.2020 | Совершено вооруженное ограбление модельного агентства: убит охранник и ранена одна из девушек. Оперативники и Кушнир быстро понимают, что под вывеской модельного агентства, на самом деле, скрывается элитный бордель. Сумма похищена немалая - вся касса за несколько дней работы. Просматривая видеозапись налёта, опера понимают, что нападавший действовал очень грамотно. Похоже, преступник был как-то связан с агентством и хорошо знал, где и как расположены камеры. Но как его вычислить и заманить в ловушку!? |
| 11 (59) | 16.04.2020 | В заросшем пруду находят седан, в багажнике которого – тело женщины внушительных габаритов. Судя по всему, она задохнулась в тесном отсеке. Жертвой оказывается Наталья Бондаренко, уже две недели находящаяся в розыске по обвинению в краже крупной партии бриллиантов из компании собственного мужа, Олега. Машина, в которой она была обнаружена, зарегистрирована на Олега и числится в угоне со дня исчезновения Натальи. Александра подозревает, что у Натальи был любовник. Возможно, именно он подбил её на преступление и, следовательно, виновен в её смерти. Но кто он, Олег не знает. Или по каким-то своим соображениям не хочет называть имя. Александра уверена во втором… |
| 12 (60) | 16.04.2020 | Крестник Жиркова, только что вернувшийся из армии, собирается зайти к нему в гости вместе с любимой девушкой, которая его дождалась. Но по дороге, недалеко от дома Жиркова, молодого человека убивают. Средь бела дня. Девушка настолько потрясена произошедшим, что не в состоянии давать свидетельские показания. Однако опытный оперативник Жирков девушке не верит. Очень скоро он теряет над собой контроль и начинает вести собственное расследование. Чтобы докопаться до истины, Жирков готов пойти на самые крайние меры, даже если ради этого ему придется переступить через коллег и друзей… |
| 13 (61) | 20.04.2020 | В своём личном автомобиле расстрелян гаишник. Он был не при исполнении, в штатском, и мотивы преступления не совсем ясны, хотя всё выглядит, как заказное убийство. Опера поднимают записи с видеокамер и понимают, что молодой человек ехал за иномаркой, которая числилась в угоне. Александра подозревает, что на ДПСника напал или водитель, или пассажир этой иномарки. Вскоре выясняется, что за пару минут до убийства гаишник звонил своему начальнику. Начальник утверждает, что разговор был несущественным. Однако Александре это кажется странным – с чего бы парню, преследующему угнанную иномарку, звонить начальству по какому-то пустяку!? |
| 14 (62) | 21.04.2020 | В дачном поселке под фундаментом недостроенного гаража обнаружено тело. Выясняется, что погибший отсидел срок за изнасилование. Дом он получил в наследство от матери и переехал в него полгода назад. Ревностно относящиеся к контингенту посёлка его обитатели быстро узнали, кто их новый сосед, и приняли его в штыки. В результате под подозрением оказывается каждый местный житель. Вести расследование Александре мешают недомолвки и явный разлад в отношениях с Борисом. Похоже, настало время супругам окончательно объясниться… |
| 15 (63) | 22.04.2020 | На шоссе, на подъезде к дачному посёлку, находят пожарную машину и трёх мёртвых пожарных – весь расчёт расстрелян из охотничьего карабина. На бампере машины следователи замечают следы краски – очевидно, вылетев ночью из-за поворота, пожарные поцарапали чей-то автомобиль, припаркованный у обочины, а хозяин вспылил и достал ружье. Опера принимаются за поиски владельца машины, некоего Микишина. Жена не в курсе, где он – сказал, что поедет на охоту, но с кем и куда не уточнил. Всё выглядит так, как будто Микишин намеренно устроил ловушку для пожарных. Но вскоре и его самого находят убитым… |
| 16 (64) | 23.04.2020 | Александре приходится расследовать самое сложное дело в своей жизни: похищение её собственного сына. Привыкшая быть всегда на коне, Ищейка расклеивается, как только на кону оказывается жизнь её ребёнка. Похититель предугадывает каждое её движение, он всегда на шаг впереди. Всё усложняется ещё больше, когда Александра понимает, что знает этого человека…Сериал «Ищейка» - это история о подполковнике полиции Александре Ивановне Кушнир. Сериал начинается с ее перевода из Москвы в город на берегу Чёрного моря. Прошло время. Завоеван авторитет. Отношения с коллегами улажены. Женское счастье не прошло мимо. Так что же будет дальше, спросит зритель? |

### Сезон 5
| № серии | Премьера   | Описание серии |
| ------- | ---------- | --- |
| 1 (65)  | 18.01.2021 | В загородном отеле всё готово к проведению свадебной церемонии. Но торжеству не суждено состояться: жених найден мертвым в одном из гостиничных номеров! Осматривая тело, Александра с оперативниками приходит к выводу, что это было преднамеренное убийство, замаскированное под «причинение смерти по неосторожности» в мнимой драке. Следствию предстоит выяснить, кому так мешал этот союз. Или, может быть, просто предоставился удобный случай свести счеты? Под подозрение, помимо гостей, попадает весь персонал отеля… |
| 2 (66)  | 18.01.2021 | На диком пляже обнаружена мёртвой девушка. Ни гематом, ни других следов насилия на теле нет. На первый взгляд, все выглядит, как самоубийство. Однако Александра сомневается, и не зря: тот факт, что на пальце замужней женщины отсутствовало обручальное кольцо, подкрепляет версию следствия об убийстве. Восстановленная картина преступления шокирует даже опытных оперативников: девушка стала жертвой расчётливого и опасного маньяка… |
| 3 (67)  | 19.01.2021 | Александра встречается с мэром города Анастасией Удальцовой и узнает об исчезновении няни ее племянника, Ирины. Ирина приехала из Молдовы и была официально нанята через кадровое агентство. Прибыв по месту её проживания, Александра обнаруживает тело Ирины, задушенной несколько дней назад. Вероятно, к её смерти причастна соседка по комнате – внезапно исчезнувшая уроженка Таджикистана Фарида? Или Фариды тоже нет в живых, и убийство девушек - дело рук сотрудников агентства? А может, всему виной их красота и молодость? В поисках ответов Александре приходится самой прочувствовать, каково это – быть гастарбайтером…                                                                                   |
| 4 (68)  | 20.01.2021 | Семья Фирсовых уезжает на несколько дней из страны, оставив дом под присмотром знакомой маникюрши. Вернувшись, они обнаруживают девушку мертвой. Предположительная причина смерти – падение со второго этажа. В доме же - полный беспорядок. После осмотра места происшествия у Александры и оперативников возникают две версии случившегося: сорвавшееся ограбление, которое привело к убийству, и преднамеренное убийство, замаскированное под ограбление. Однако в ходе расследования становится очевидным, что двумя версиями дело явно не ограничится… |
| 5 (69)  | 21.01.2021 | Обычная рыбалка оборачивается для местных жителей настоящим кошмаром: вместо улова они вытаскивают из моря пакет с человеческими останками, предположительно, молодого мужчины. Экспертиза показывает, что перед смертью, убийца пытал свою жертву. Чем была вызвана подобная жестокость? Желанием причинить боль? Потребностью выместить злобу? После идентификации личности погибшего и установления его криминального прошлого становится понятен мотив: месть! Но для Александры очевидно и другое - это не последняя жертва мстителя… |
| 6 (70)  | 25.01.2021 | В частном доме обнаружено тело молодого человека. Смертельный удар был нанесен точно в сердце, что свидетельствует о том, что действовал профессионал! В доме всё перевернуто вверх дном. Выясняется, что убийца искал крупную сумму денег. О том, что эта сумма у погибшего была, знали и его родственники, и друзья. Александре удается вычислить преступника, а оперативникам, при содействии прибывшего из Москвы полковника Юркова, взять с поличным его сообщника. После этого убийца сам сдается полиции и … получает денежный перевод от матери убитого им юноши…. |
| 7 (71)  | 26.01.2021 | За рулем своей машины застрелен проверяющий из управления образования Сафронов. По роду деятельности у мужчины было много недоброжелателей. Да и любовь Сафронова к «шпионским штучкам» - диктофону и скрытой камере - не располагала к нему людей. В семье Сафронова было тоже не все спокойно: бывший супруг жены ревновал и угрожал, и с пасынком отношения не сложились. Александра пытается разобраться в юридических тонкостях, касающихся воспитания неродных детей. Неожиданно для нее самой это приводит к проблемам в отношениях с Борисом… |
| 8 (72)  | 27.01.2021 | В переулке обнаружен убитым бывший криминальный авторитет Кормухин. Судя по всему, его случайно сбил автомобиль. Но, осматривая место происшествия, Александра приходит к неожиданному заключению: водитель, после наезда на Кормухина, объехал квартал и вернулся, чтобы переехать тело еще раз. Налицо преднамеренное убийство, к тому же в ходе следствия выясняется, что Кормухин - не первая жертва преступников. Опасность подстерегает и саму Александру: спасая утопающего человека, она бросается в ледяную воду и чуть не погибает. Вечером того же дня любимый муж устраивает ей сюрприз… |
| 9 (73)  | 28.01.2021 | Возле пустующего дома в коттеджном поселке происходит убийство: в упор застрелен сотрудник охранного предприятия Гречихин. Соседи сообщают, что вызвали Гречихина как раз для проверки этого дома, так как в окнах подозрительно горел свет. Возможно, Гречихин вспугнул полуночных визитеров и получил пулю от них? Или же они сами сбежали, услышав выстрел? В результате осмотра дома в деле появляются сначала свидетели, а затем и подозреваемые. Чтобы найти стрелявшего, Широков, с подачи Александры, вынужден вжиться в образ успешного бизнесмена, что оказывается довольно опасным занятием... |
| 10 (74) | 01.02.2021 | В баре к Бирюкову и Широкову обращаются две молодые женщины с просьбой проводить их до дома: они боятся, что психически нездоровый квартирант, которого они выставили вон, может подкараулить их по дороге. Оперативники благородно соглашаются и … чуть не оказываются фигурантами уголовного дела: входная дверь дома вскрыта, а в ванной лежит тело незнакомого мужчины. Первоначальные подозрения падают на того самого квартиранта, но вскоре и его находят мертвым. В то время как Александра пытается вычислить и поймать убийцу, ее донимает Иноземцев, настаивающий на праве видеться с Мишенькой, что ставит Кушнир на грань нервного срыва…                                                                    |
| 11 (75) | 01.02.2021 | В полицию поступает анонимный звонок - на тихой улице спального района лежит мужчина, не подающий признаков жизни. Прибывшие на место происшествия оперативники фиксируют у убитого три огнестрельных ранения. Ни документов, ни бумажника при нем нет. Осматривая тело, Александра находит скрытый под рубашкой микрофон и мини-видеокамеру в пуговице. Возможно, убийство связано с детективной деятельностью мужчины? Озадачивает ее и голос звонившего: глухой и явно измененный. Если это просто прохожий – какой смысл менять голос, а если убийца – зачем звонить в полицию? На счастье, обнаруживается ноутбук с записью с мини-видеокамеры. Преступник на ней засветился, но сам об этом явно не догадывается... |
| 12 (76) | 02.02.2021 | Уютный домик на берегу моря с отдельным выходом на пляж. Владельцы - молодая супружеская пара, у которой есть свой магазинчик «Рыбалка и охота». Тёплая вечеринка на кухне по случаю приезда брата хозяина дома. А наутро … рыдающая над телом супруга жена, из груди которого торчит охотничий нож. Запятнанный кровью пол и перевернутая в драке мебель. Нетрезвый брат убитого, явно пытавшийся сбежать, но так и уснувший неподалеку от дома… Для всех картина преступления очевидна. Но только не для Александры: интуиция подсказывает ей, что в этом деле все не так просто, как кажется на первый взгляд... |
| 13 (77) | 02.02.2021 | Совершено дерзкое ограбление банка. После отхода преступников рядом с пустым сейфом обнаружено тело старшего менеджера Ольги Волковой и лежащий без сознания аудитор - Роман Морозов. Сотрудники банка очень переживают из-за случившегося, ведь Ольга с Романом собирались через месяц пожениться. По горячим следам удается выследить грабителей, однако их задержание не приводит к раскрытию преступления, а лишь запутывает дело. Не добавляет оптимизма Александре и ее личная жизнь. Вселяют надежду на лучшее только Хайдаров с Леной: у них все хорошо и они женятся! |
| 14 (78) | 03.02.2021 | Голые стены, торчащая арматура, зияющие дверные проемы… Заброшенный цементный завод – отличная площадка для фотосессии в стиле «советский индастриал», проведения молодежного досуга, а также … для сокрытия от посторонних глаз тела молодого человека. Самое поразительное, что преступник не бросил мертвого парня на бетонном полу, а аккуратно уложил, заботливо подсунув под голову сложенную куртку. Именно этот факт помогает Александре подобраться к исполнителю череды хладнокровных убийств, последовавших за смертью юноши. Кроме того, ей наконец-то удается «расставить все точки над и» в отношениях Иноземцевым.                                                                                         |
| 15 (79) | 03.02.2021 | Отдел Александры, в качестве «шефской помощи» коллегам, подключают к расследованию серии квартирных краж. Недовольные этим фактом оперативники начинают отрабатывать версии и пытаться разговорить подозреваемого, благо, тот уже у коллег имеется. Однако вскоре расследование усложняется: происходит убийство, и тот самый подозреваемый в кражах, несмотря на бдительную слежку за ним Бирюкова и Жиркова, переходит в разряд потенциальных убийц. Александра, пытаясь поймать преступника, входит в роль жены Хайдарова и разыгрывает целый спектакль в отделе. Впрочем, дома ей тоже приходится побыть немного актрисой...                                                                                          |
| 16 (80) | 04.02.2021 | В городе предновогодняя атмосфера праздника и романтики. А в частном доме известного композитора Заурского – бездыханное тело хозяина, обнаруженное домработницей. На первый взгляд, смерть наступила в результате несчастного случая: мужчина оступился и упал с лестницы. Но Александра и оперативники не на шутку озадачены показаниями появившихся в деле свидетелей. Получается, что в день гибели Заурский был одновременно в двух разных местах и с двумя разными женщинами. Просто мистика какая-то! Тем временем в личной жизни Александры все складывается по принципу: «не было бы счастья, да несчастье помогло». К тому же, теперь она - настоящий полковник!                                                |

### Сезон 6
| № серии | Премьера   | Описание серии |
| ------- | ---------- | --- |
| 1 (81)  | 10.01.2022 | В жизни полковника полиции Александры Ивановны Кушнир все хорошо, они с Борисом наслаждаются отпуском в пансионате и планируют второго ребенка. Однако, даже на отдыхе Александра умудряется столкнуться с преступлением: в кемпинге неподалеку происходит пожар, гибнут люди. Очевидно, что это не случайность, а намеренный поджог. На месте преступления Александра встречает своего старого знакомого - полковника Юркова, который не сильно доволен тем, что она сует свой нос в его дело. Несмотря на это, Кушнир со своей командой с рвением берется за расследование, тем более, что одним из подозреваемых становится Кролл, который некоторое время назад преследовал Александру. Юрков убеждён в его виновности, но Кушнир не уверена в его столь безапелляционном выводе...                                                   |
| 2 (82)  | 10.01.2022 | У Бориса проблемы со здоровьем, которыми он не хочет делиться с Александрой, избегая общения с ней. А Кушнир, тем временем, вызывают на место преступления, в квартиру Иноземцева – там обнаружено тело брата бывшей жены Петра. Александра начинает подозревать, что отец её ребенка может быть причастен к преступлению. Она включается в расследование этого сложного дела, попутно разбираясь в непростых семейных отношениях жертвы, а также параллельно пытаясь понять, что же происходит с её собственным мужем. И, если убийцу профессионалу Кушнир найти проще, то в личном плане всё становится ещё более запутанным. Попытка поговорить по душам с Борисом проваливается, а Иноземцев решает снова вернуться в ее жизнь. |
| 3 (83)  | 11.01.2022 | Жирков и Бирюков намерены насладиться долгожданной рыбалкой, которую неожиданно портит Софья, подложившая вместо горячительных напитков в рюкзак Жиркова полезный чай. В довершение всех бед, их срочно вызывают на место преступления. В загородном доме – перестрелка, предполагаемыми жертвами которой стали три мужчины. Предполагаемыми, потому, что тела погибших или раненых обнаружить не удалось! Погружаясь в это дело, Александра узнает, что у жертв были секреты, которые никто из их окружения не спешит раскрывать, наоборот, лишь добавляя всё новые вопросы. Кушнир удается докопаться до тайн их прошлого, после чего она убеждается, что за всё в этой жизни приходится платить. А случайно найденное медицинское заключение провоцирует конфликт с Борисом, который просит дать ему время, чтобы разобраться во всем… |
| 4 (84)  | 11.01.2022 | Экскурсия по живописной бухте оборачивается кошмаром. На берегу найдено тело утонувшей девушки. Александра сразу же отметает версию о несчастном случае, поскольку понимает, что жертва была убита в другом месте, после чего одета, как кукла, и выброшена в море. Безутешный муж погибшей – известный судья, хочет найти убийцу и готов помогать следствию. Кушнир предстоит узнать, кто именно приговорил молодую красивую женщину к столь страшной смерти, и в поисках доказательств она готова пойти на самые жёсткие меры. Параллельно с работой, Александра сталкивается с новой проблемой – она потеряла Мишу. Иноземцев оказывается в нужное время в нужном месте, и Александра совершает очередную ошибку… |
| 5 (85)  | 12.01.2022 | Убита женщина, психолог колледжа. Маргарита Яковлевна считает, что Александре самой необходим психолог – ведь в ее жизни все снова перевёрнуто с ног на голову. Мать против общения дочери с Иноземцевым, однако, Александра сильно обижена на Бориса, который уехал так надолго без объяснения причин. Полковник Кушнир уходит с головой в понятную ей работу. В процессе расследования этого дела Александре предстоит столкнуться с неожиданно бурной личной жизнью жертвы, жестоким миром молодежного буллинга, а также рискнуть собственным здоровьем на крыше высотки, спасая важную свидетельницу. Однако, именно после всего пережитого, она делает ценные для себя выводы… |
| 6 (86)  | 13.01.2022 | В пригороде происходит взрыв самодельной бомбы, в результате которого погибает человек. Александра и её команда подвергаются риску, ведь, судя по всему, на месте происшествия могут оставаться другие взрывные устройства. Спасает Александру человек, которого она совсем не ожидала там увидеть. А тем временем, дело о неосторожном обращении с взрывоопасными материалами перерастает в смертоносный квест: у Кушнир и оперативников есть всего час, чтобы спасти город от опасности. Дело осложняется тем, что Александре приходится работать вместе с Борисом, на которого она до сих пор обижена. Чувство локтя, обнадёживающие подвижки в деле - казалось бы, между Борисом и Александрой все еще можно наладить, но Иноземцев снова всё портит…                                                                                 |
| 7 (87)  | 17.01.2022 | У Александры с утра все валится из рук, и гороскоп, как назло, предрекает сплошные неприятности. Так оно и происходит: подгоревшее блюдо, сломанный телефон и … двойное убийство. Жених лишил жизни невесту, а затем застрелился сам. На первый взгляд, молодые люди – современные Ромео и Джульетта. Однако, чем дальше Кушнир заходит в своем расследовании, тем больше осознает, что за фасадом красивой любовной истории прячутся обман, предательство, измена и глубочайшая обида. Параллельно со сложностями на работе накаляется и ситуация в личной жизни: Александра на дне рождения коллеги выпивает лишнего и просыпается наутро с головной болью и полной амнезией относительно того, что было вчера, и почему в её доме находится тот, кто не должен там быть…                                                               |
| 8 (88)  | 17.01.2022 | Маргарита Яковлевна попадает в больницу. Александра считает себя виноватой: мать подкосили переживания за неё! С тяжелым сердцем Кушнир включается в очередное расследование. Убит спортсмен, в прошлом — участник боев ММА, в настоящем - владелец клуба и мастер-тренер. Александра окунается в непростой мир совершенно неблизкого ей вида спорта, и скоро узнает, что в клубе погибшего проводились подпольные бои. Убитый и сам был одним из бойцов, может быть, в этом кроется разгадка его смерти!? В поисках ответов на вопросы, а, главное, пытаясь понять саму себя, Кушнир выходит на ринг... |
| 9 (89)  | 18.01.2022 | Начав новую жизнь, Александра, кажется, медленно сходит с ума. Она меняет цвет волос, стиль одежды, флиртует с мужчинами, приехавшими на экономический форум… Однако, всё оказывается гораздо проще — за всеми её трансформациями прячется горячо любимая работа: Кушнир поглощена поимкой серийного убийцы. Она рискует жизнью, ведь преступник хитер и изворотлив. В этот момент на её пути вновь возникает Борис, однако, Александра дает ему понять, что сейчас для нее важны лишь работа и сын. |
| 10 (90) | 19.01.2022 | Около ночного клуба убит сын известного предпринимателя. Команда полковника Кушнир никак не может разгадать способ, которым лишили жизни молодого человека, - такое ощущение, что действовал невидимка. Расследование приводит Александру к неожиданной разгадке, однако интуиция подсказывает ей, что все не так просто. Виновен ли, на самом деле, тот, кто привел смертельный приговор в исполнение!? |
| 11 (91) | 20.01.2022 | В парке найдена мертвой молодая девушка по имени Алиса. «Классическая» версия убийства женатым поклонником рассыпается как карточный домик, когда команда Кушнир узнает причину смерти. В гибели Алисы виновато экзотическое животное. Однако, кому пришло в голову использовать столь необычное орудие убийства!? Расследование приводит Александру на популярные женские курсы - она решает воспользоваться советами гуру и попадает в большие неприятности. |
| 12 (92) | 24.01.2022 | Гражданская жена Жиркова, Софья, становится свидетельницей смерти директора библиотеки. Жирков отстранен от расследования, что дает новый виток конфликту между Кушнир и ее новым начальником. Команда Александры Ивановны берется за дело. Оперативники не могут понять, кому и чем мог помешать этот скромный человек!? Однако, как выясняется, «скелеты в шкафу» могут быть даже у самых обычных людей… |
| 13 (93) | 24.01.2022 | В гараже собственного дома, в машине, найдено тело богатой и успешной женщины. Версия о самоубийстве рассыпается, когда Александра находит неопровержимые доказательства продуманного до мелочей убийства. Подозрения падают на молодого мужа дамы, который в глазах общественности выглядит альфонсом, но неожиданно убеждает всех в своей искренней любви. Однако, вскоре чуть не происходит еще одно убийство, а загадочные смски, которые начинают приходить другим женщинам, заставляют команду Кушнир задуматься о появлении серийного убийцы… |
| 14 (94) | 25.01.2022 | Александра Кушнир берется за очень непростое дело. Убита девушка, которая, очевидно, стала жертвой домашнего насилия. В попытке докопаться до истины, Александра входит в круг женщин и мужчин, которые когда-либо прошли через этот ужас. А дневник жертвы дает ей понять, что главное в подобных отношениях – вовремя осознать проблему и уйти. Именно этот вывод приводит Кушнир к подвижкам в разгадке преступления, а также к крутому повороту в своей личной жизни… |
| 15 (95) | 26.01.2022 | Александра Кушнир приезжает на место преступления и сразу же становится звездой. Её яркий образ как нельзя кстати вписывается в тематическую вечеринку, на которой погиб известный кутюрье. Берясь за расследование этого дела, Александра сталкивается с беспощадным миром моды, необычными участницами конкурса молодых модельеров и принимает участие в показе. Оперативники начинают переживать, что Кушнир теперь имеет все шансы уехать в Москву. Однако Александре Ивановне не до «звездной болезни»: она в шаге от разгадки преступления… |
| 16 (96) | 27.01.2022 | Команда Александры Кушнир сталкиваются с необычным делом – в прямом эфире погибает девушка-блогер. Александра, как всегда, сомневается, что это несчастный случай, и не зря! Внедрившись в неведомый ей мир видеоблогеров, Кушнир пытается разобраться, кто в нем настоящий, а кто лишь персонаж, придуманный ради зрительских просмотров. Столь глубокое погружение в интернет-вселенную ставит Александру на грань смертельной опасности. Неожиданно рядом оказывается тот, кто готов пожертвовать собой ради нее… |

### Сезон 7
| № серии  | Премьера   | Описание серии |
| -------- | ---------- | --- |
| 1 (97)   | 11.12.2023 | Александра Ивановна Кушнир в своем репертуаре, но в другой обстановке. Семейная жизнь осталась в прошлом, она работает обычным опером в отделе расследований горного курорта Роза Хутор. Новые коллеги считают Сашу заносчивой всезнайкой, которая съедает весь сладкий запас отдела. И то, что она с блеском расследует сложные дела, не добавляет ей популярности. Вот и сейчас, занимаясь убийством скалолазки, Саше придется полететь в небо, окунуться в воду и подняться на самую вершину горы, где ей предстоит схватка с убийцей. Дело осложняется тем, что новая начальница — Екатерина Розова — хочет свести ее со своим сыном, у которого есть тайны прошлого…                                          |
| 2 (98)   | 12.12.2023 | Александре не просто дается новый этап — вся эта жизнь не для нее. Тем более, что Кушнир должна предотвратить покушение на мэра в Морском порту на ответственном мероприятии. Однако, в какой-то момент ситуация выходит из-под контроля: убит совсем другой человек. Проводится служебное расследование, Александра оказывается под ударом. Тогда к Саше на помощь приезжает ее бывший начальник — Аркадий Ольховский. Именно здесь, в атмосфере опасности и красивых пейзажей, между Кушнир и Ольховским возникает симпатия. Однако, когда Александра Ивановна понимает, кто настоящий убийца, ей предстоит сделать непростой выбор.                                                                             |
| 3 (99)   | 13.12.2023 | Александра и Ольховский возвращаются домой. Впрочем, по пути они снова попадают в переделку. Машина ломается, и следователи оказываются в романтичном месте — отеле с виноградниками. Но где Кушнир, там всегда что-то случается: обнаружено тело владельца одного из виноградников. Дело непростое, а тут еще новый стажер — Степан Завьялов, влюбляется в дочь подозреваемого, и Ольховский требует отстранить его. Саша понимает, что нужно отбросить все личные симпатии и отношения, и быть строгой начальницей. Чтобы раскрыть дело, Кушнир и команде нужно разобраться не только в уликах, но и в сортах вина.                                                                                              |
| 4 (100)  | 14.12.2023 | Александра никак не может втянуться в прежнюю жизнь. Уже решенный развод с Борисом затягивается, а отношения с Ольховским никак не войдут в комфортное для работы русло. Мама уехала, и Саше предстоит рассчитывать только на себя. Неожиданно в этой ситуации выручает новая соседка Кушнир — писательница Мария. Александра Ивановна расследует дело об убийстве экоактивистки Жанны Сотниковой. Безутешный муж просит найти виновных, а мэр города взять дело под особый контроль. Кушнир неожиданно встречает своего давнего приятеля — олигарха Константина Власова, с которым, в прошлом, ее связывала романтическая история. Кушнир предстоит понять, имеет Константин отношение к делу Сотниковой или нет. |
| 5 (101)  | 18.12.2023 | Кушнир, да и вся команда буквально зашиваются без Завьялова: им не хватает опера. На очередном деле об убийстве богатой наследницы Марты Кузнецовой Ольховский представляет им нового сотрудника отдела – Илью Маркова. Не сразу ему удается наладить контакт со следователями. Однако, Илья хорошо знает светскую тусовку, что помогает в расследовании, в котором творческая элита города – художники, скульпторы – оказываются важными свидетелями, а иногда и подозреваемыми. Александре же приходится стать призраком, чтобы спровоцировать убийцу. Ольховский пытается пригласить Кушнир с сыном на прогулку, но его опережает Власов…                                                                       |
| 6 (102)  | 19.12.2023 | Александра Ивановна из-за своей излишней профессиональной подозрительности чуть не срывает день рождения Власова. Но ему даже нравится эксцентричность Саши, и он намерен добиваться ее взаимности. Однако, новое дело – о гибели инкассатора и хищении банковских денег из спецмашины – требует от Кушнир особого внимания. В какой-то момент оказывается, что план с похищением - часть большой игры преступников, которых Александре предстоит вывести на чистую воду. |
| 7 (103)  | 20.12.2023 | Александра получает неожиданное важное задание – найти костюм пирата для сына на утренник. Но у нее и команды новое дело. Убит молодой человек - Алекс Москвин, работник проката водных мотоциклов, который славился своими амурными похождениями. Однако, расследование, которое изначально выглядит несложным, неожиданно приобретает новый поворот. Кушнир вынуждена просить Маркова поработать под прикрытием. Теперь жизни Ильи и Александры Ивановны оказываются в опасности. |
| 8 (104)  | 21.12.2023 | Александра помогает Власову в его бизнес-делах, и он считает их отличной парой. Ольховский ревнует, но Кушнир некогда заниматься личными проблемами, она расследует дело об убийстве адвоката Яны Лисицкой, которая специализировалась на особых делах, добиваясь оправдания отъявленных преступников. Врагов у нее было много, ведь Лисицкая - циничный и жестокий человек. Однако, выясняется, что и у самой Александры Ивановны есть недоброжелатели, которые желают ее смерти. |
| 9 (105)  | 13.05.2024 | Александра Кушнир в больнице, проходит курс реабилитации после аварии. Власов и Ольховский балуют ее, в попытках выиграть главный приз – её сердце. Но Кушнир не может спокойно сидеть на месте. Тем более, что ее внимание привлекает пациентка клиники – «городская сумасшедшая», которая уверена, что ее дочь не убили, а увезли в гарем. Тем временем команда Александры расследует дело о похищении невесты с собственного девичника. Версии, в основном, любовные или связанные с деньгами семьи жениха, но докопаться до правды под силу только Кушнир. |
| 10 (106) | 14.05.2024 | Александра пытается отдыхать во время заслуженного отпуска, однако, у нее это плохо получается. К тому же в отделе ЧП: убита женщина, и подозрение падает на её недавно вернувшегося из тюрьмы мужа. Это приводит к тому, что мужчина берет в заложники одного из членов команды. У Кушнир есть всего лишь день, чтобы решить загадку, так как тот требует доказательства своей невиновности в преступлении именно в этот срок. Александра Ивановна делает все, чтобы не допустить трагедии, но она сильно нервничает – резкое погружение в работу после аварии оказывается непростым делом. |
| 11 (107) | 15.05.2024 | Александра с трудом просыпается, чтобы отправиться на работу, она снова опаздывает и выходит на дело в оригинальном виде. А расследование непростое - убита подопечная Жиркова из реабилитационного центра для трудных подростков Алина Полякова. Алина - бывшая наркоманка, сбежавшая из клиники, и все считают, что трагический конец - результат её опасной жизни. Однако, жертва неожиданно оказывается не той, за кого её принимали. Чтобы помочь Кушнир быстрее войти в ритм, Марков предлагает ей заняться спортом по его методике. |
| 12 (108) | 16.05.2024 | Александра Ивановна пытается заниматься спортом, но работа не дает ей побить ни одного рекорда. А новое дело тоже связано со спортом: убита молодая девушка, талантливая скейтбордистка. Она все время занимала первые места, что вызывало зависть и интриги со стороны остальных спортсменов, таким образом, мир спорта открывается перед Кушнир «во всей красе». Расследуя это непростое дело, Ищейка, заодно, пытается разобраться и со своей жизнью. Ольховский рядом, готов помочь, но Саша хочет временно побыть одна… |
| 13 (109) | 20.05.2024 | Александра расследует дело о смерти победительницы конкурса красоты Вероники Платоновой. Все говорят о том, что экс-модель очень сильно изменилась за последнее время. Скорее всего, в этом и кроется разгадка её гибели. Версии разные, от самоубийства из-за невостребованности, до нападения маньяка, или … подмены инопланетянами. Кушнир даже отправляется на рандеву с серийным убийцей. Однако, преступник оказывается гораздо ближе, чем она считала. Тем временем соседка Александры Ивановны – писательница Мария, дает ей советы, как устроить личную жизнь, вернее, сделать выбор между Власовым и Ольховским.                                                                                         |
| 14 (110) | 21.05.2024 | Мария заставляет Кушнир пройти тест, какой спутник жизни ей нужен. Ольховский ведет себя очень странно, и Александра Ивановна не понимает, что с ним происходит. Но ей и не до этого – убита молодая женщина, известный блогер, которая несколько лет назад стала жертвой домашнего насилия со стороны мужа. Основная версия следствия: тот вышел из тюрьмы и лишил её жизни. Однако, Ищейка понимает, что не все настолько очевидно, и необходимо разобраться, кто жертва, а кто преступник на самом деле. Тем временем Ольховский назначает Александре встречу, однако, Власов не готов мириться с соперником и совершает нестандартный поступок…                                                                |
| 15 (111) | 22.05.2024 | Александра злится на Власова - все решения она привыкла принимать сама, а его методы ухаживаний ей совсем не импонируют. Кушнир пытается помириться с Ольховским, но у нее, как всегда, вал работы и очередное сложное расследование. Убит бывший заключенный, который досрочно вышел из тюрьмы, потому что доказал, что не совершал преступления, в котором его обвиняли. Ищейке нужно раскрыть сразу два дела - и прошлое, и новое. Разобравшись с работой, Александра Ивановна разбирается и в себе, наконец, поняв, в кого она по-настоящему влюблена. |
| 16 (112) | 23.05.2024 | Кушнир хочет поговорить с Власовым и объяснить ему свой выбор. Однако, разговора не получается, потому что у Александры Ивановны воруют мобильный телефон. Она ловит грабителя, и это становится началом необычного и смертельно опасного дела. У девушки-клептоманки находят флешку с шокирующим видео, которое протягивает за собой цепочку неожиданных событий. Ищейка и ее близкие оказываются вовлечены в опасный круговорот, и в самый драматический момент рядом оказывается тот, от кого Александра Ивановна совсем не ожидала помощи. |

### Сезон 8
| № серии  | Премьера   | Описание серии |
| -------- | ---------- | --- |
| 1 (113)  | 14.04.2025 | Оперативная команда Кушнир вместе с Ольховским скорбит по Александре Ивановне и параллельно пытается сделать всё для поимки её убийцы. О том, что Ищейка жива знает только Борис: именно он уговорил Александру инсценировать своё «убийство» и поселиться в конспиративном доме за городом. В то время как Кушнир мается от безделья и страдает от невозможности быть рядом с близкими, её опера расследуют дело об отравлении стюардессы в воздухе. Цепочка покушений на членов команды лайнера, на котором работала погибшая, а также найденные в косметическом флаконе жертвы алмазы при помощи подсказок Александры Ивановны выводят детективов на целый преступный синдикат. |
| 2 (114)  | 14.04.2025 | «Ожившей» Кушнир приходится налаживать отношения с обиженной командой и Ольховским. Непросто оказывается загладить вину и перед Марией, которая, думая, что Александра погибла, сдала свою квартиру и уехала в другой город. Для Ищейки поначалу становится не очень приятным сюрпризом знакомство с новым квартирантом Марии — Артёмом. Параллельно она расследует дело об убийстве девушки и исчезновении её подруги: обе были в турпоходе, где познакомились с молодыми людьми. Оперативникам предстоит полностью восстановить картину происшествия, чтобы опередить убийцу и спасти пропавшую.                                                                                 |
| 3 (115)  | 15.04.2025 | Кушнир расследует дело о загадочных смертях девушек в арендованном доме, хозяин которого пытается забыть погибшую невесту. Чтобы раскрыть преступление Ищейке приходится в том числе «поработать» и призраком. Кроме того Александра и Мария пытаются выселить жильца писательницы — Артёма, Ольховский же предлагает Кушнир съехаться. |
| 4 (116)  | 16.04.2025 | Кушнир в раздумьях, переезжать ей к Ольховскому или нет. Аркадий делает всё возможное, чтобы Александра приняла положительно решение. Параллельно Ищейка с командой расследует дело о суррогатных мамочках, которых используют для зарабатывания денег. Кушнир решает ловить преступника «на живца» и проникает на «суррогатную фабрику», где оказывается в смертельной ловушке. |
| 5 (117)  | 21.04.2025 | Кушнир с командой расследует дело о гибели молодого стритрейсера Артёма Калюжного — сына бывшего начальника ГАИ, которая произошла на глазах у Александры Ивановны и Абашева. Расследование оказывается сложным: выясняется, что авария была подстроена, к тому же оно на личном контроле у мэра. Параллельно Александра переезжает в дом к Ольховскому и пытается справиться со всеми трудностями совместного быта. Поиски убийцы Калюжного-младшего приводят Бирюкова на больничную койку. |
| 6 (118)  | 22.04.2025 | Ольховский неожиданно уезжает в командировку в Санкт-Петербург и просит Сашу встретить и приютить его приятеля. В это же самое время отдел расследует убийство Анны Мотыгиной — жены покойного криминального авторитета. Два этих события неожиданно объединяются в одно: оказывается, что Кушнир впустила в дом вовсе не друга Аркадия. |
| 7 (119)  | 23.04.2025 | Саша готовится к свадьбе и её это сильно выбивает из колеи. Она боится повышенного внимания и шумихи и мечтает «переключиться» на очередное преступление. Во время дегустации блюд для банкета в кафе «Тихая гавань» происходит громкое убийство нотариуса Андрея Васюкова, и Кушнир радостно окунается в новое расследование. Дело всё время идёт по ложному пути, пока Ищейка не выходит на след цыгана, который, очевидно, хотел отомстить убитому. |
| 8 (120)  | 24.04.2025 | Свадьба Кушнир и Ольховского срывается из-за происшествия — прямо у неё на глазах срывается с обрыва мужчина. Саша пытается разобраться как в деле, так и в себе: может, она просто не готова к замужеству, и Вселенная таким образом посылает ей знаки. В результате дальнейших, стремительно развивающихся событий Ищейка частично теряет память. |
| 9 (121)  | TBA        | TBA |
| 10 (122) | TBA        | TBA |
| 11 (123) | TBA        | TBA |
| 12 (124) | TBA        | TBA |
| 13 (125) | TBA        | TBA |
| 14 (126) | TBA        | TBA |
| 15 (127) | TBA        | TBA |
| 16 (128) | TBA        | TBA |

## Награды
- 2018 — телесериал «Ищейка 2» был одним из четырёх финалистов премии «ТЭФИ-2018» в номинации «Телевизионная многосерийная комедия/ситком» категории «Вечерний прайм»[7].
- 2019 — телесериал «Ищейка» стал лауреатом VII премии Ассоциации продюсеров кино и телевидения в области телевизионного кино (АПКиТ) за 2018 год в номинации «Лучший телевизионный сериал (более 24 серий)»[8][9].
- 2019 — сериал «Ищейка 3» стал лауреатом в номинации «Лучший детективный телевизионный фильм года» XXI Международного фестиваля детективных фильмов и телепрограмм правоохранительной тематики «DetectiveFEST», проходившего в Москве с 22 по 28 апреля 2019 года[10].
- 2019 — исполнительница главной роли в сериале «Ищейка 3» Анна Банщикова стала лауреатом премии «За харизматичное исполнение положительной роли в фильме» XXI Международного фестиваля детективных фильмов и телепрограмм правоохранительной тематики «DetectiveFEST», проходившего в Москве с 22 по 28 апреля 2019 года[10].
- 2025 — ТЭФИ-2025 в номинации «Лучшая актриса сериала» победила Анна Банщикова роль в 7 сезоне сериала «Ищейка».